# 62-я танковая бригада
 62-я танковая бригада  — танковая бригада Красной армии в годы Великой Отечественной войны.
Сокращённое наименование — 62 тбр.

## Формирование и организация
Бригада начал формирование с 10 февраля 1942 г. в Москве. С 1 апреля 1942 г. — в г. Загорск (ныне Сергиев Посад) Московской области. Директивой УФ-288 от 15.04.1942 г. была сформирована.
С 28 апреля 1942 г. бригада включена в состав 7-го танкового корпуса. Затем вместе с корпусом переброшена на Калининский фронт.
С 4 июля 1942 г. бригада в составе 7-го танкового корпуса прибыла в район г. Елец, где была включена в состав 5-й танковой армии Брянского фронта. С 29 августа 1942 г. бригада в составе 7-го танкового корпуса прибыла в район д. Гнилище Сталинградской области и подчинена 1-й гвардейской армии Сталинградского фронта.
С 29 октября 1942 г. бригада в составе 7-го танкового корпуса выведена на доукомплектование в г. Саратов в резерв Ставки ВГК.
С 1 декабря 1942 г. бригада в составе 7-го танкового корпуса передислоцирована в район ст. Качалинская, Ляпичев и включена в состав 5-й ударной армии Сталинградского фронта.
С 24 декабря 1942 г. вошла в подчинение 2-й гвардейской армии Донского фронта.
Приказом НКО № 413 от 29.12.1942 г. преобразована в 18-ю гвардейскую танковую бригаду.

## Боевой и численный состав
Бригада формировалась по штатам № 010/345-010/352 от 15.02.1942 г.:
- Управление бригады [штат № 010/345]
- 27-й отд. танковый батальон [штат № 010/346]
- 164-й отд. танковый батальон [штат № 010/346]
- Мотострелково-пулеметный батальон [штат № 010/347]
- Противотанковая батарея [штат № 010/348]
- Зенитная батарея [штат № 010/349]
- Рота управления [штат № 010/350]
- Рота технического обеспечения [штат № 010/351]
- Медико-санитарный взвод [штат № 010/352]

Директивой НКО УФ2/884 от 25.10.1942 г. г. переведена на штаты № 010/270-010/277 от 31.07.1942 г.:
- Управление бригады [штат № 010/270]
- 1-й отд. танковый батальон [штат № 010/271]
- 2-й отд. танковый батальон [штат № 010/272]
- Мотострелково-пулеметный батальон [штат № 010/273]
- Истребительно-противотанковая батарея [штат № 010/274]
- Рота управления [штат № 010/275]
- Рота технического обеспечения [штат № 010/276]
- Медико-санитарный взвод [штат № 010/277]

## Подчинение
Периоды вхождения в состав Действующей армии:
- с 06.05.1942 по 01.11.1942 года.
- с 07.12.1942 по 02.01.1943 года.

| Дата            | Фронт (округ)             | Армия                 | Корпус              | Дивизия | Бригада | Примечания |
| --------------- | ------------------------- | --------------------- | ------------------- | ------- | ------- | ---------- |
| 01.04.1942 года | Московский военный округ  |                       |                     |         |         |            |
| 01.05.1942 года | Московский военный округ  |                       |                     |         |         |            |
| 01.06.1942 года | Калининский фронт         |                       | 7-й танковый корпус |         |         |            |
| 01.07.1942 года | РВГК                      |                       | 7-й танковый корпус |         |         |            |
| 01.08.1942 года | Брянский фронт            | 5-я танковая армия    | 7-й танковый корпус |         |         |            |
| 01.09.1942 года | Сталинградский фронт      | 1-я гвардейская армия | 7-й танковый корпус |         |         |            |
| 01.10.1942 года | Донской фронт             | 66-я армия            | 7-й танковый корпус |         |         |            |
| 01.11.1942 года | Приволжский военный округ |                       | 7-й танковый корпус |         |         |            |
| 01.12.1942 года | РВГК                      | 5-я ударная армия     | 7-й танковый корпус |         |         |            |

## Командиры

### Командиры бригады
- Дроздов Пётр Дмитриевич, подполковник , 00.02.1942 — 15.02.1942 года.[1]
- Баскаков, Владимир Николаевич, подполковник, 16.02.1942 — 07.07.1942 года.[2]
- Гуменюк Даниил Кондратьевич, майор, с 31.08.1942 подполковник, 17.07.1942 — 29.12.1942 года.[3]

### Начальники штаба бригады
- Фондароков Василий Абрамович, майор, 12.02.1942 — 21.05.1942 года.[4]
- Кошелев Николай Васильевич, майор, подполковник, 21.05.1942 — 05.10.1942 года.[5]
- Копылов Николай Вениаминович, подполковник. 07.10.1942 — 24.10.1942 года.[6]
- Свешников Сергей Всеволодович, майор. ид, 24.10.1942 — 08.12.1942 года.[7]
- Рафиков Якуб Билялович, майор, 08.12.1942 — 29.12.1942 года.[8]

### Заместитель командира бригады по строевой части
- Вахрушев Александр Андреевич, подполковник, 00.05.1942 — 00.07.1942 года.

### Начальник политотдела, заместитель командира по политической части
- Баранов Алексей Алексеевич, старший батальонный комиссар, 19.03.1942 — 27.10.1942 года.
- Есипенко Василий Иванович, батальонный комиссар, с 19.11.1942 майор. 27.10.1942 — 02.01.1943 года.